# Lommersheim
Lommersheim ist ein Gemeindeteil der Gemeinde Huisheim im Landkreis Donau-Ries (Regierungsbezirk Schwaben, Bayern) und eine Gemarkung.

## Geschichte
Der Weiler war ein Gemeindeteil der Gemeinde Gosheim im Landkreis Donauwörth. Diese wurde im Zuge der Gebietsreform in Bayern am 1. Juli 1972 dem Landkreis Donau-Ries zugeschlagen, der bis zum 1. Mai 1973 die Bezeichnung Landkreis Nördlingen-Donauwörth trug. Am 1. Mai 1978 erfolgte die Eingemeindung der Gemeinde Gosheim in die Nachbargemeinde Huisheim.
Die Katholiken von Lommersheim gehören zur katholischen Pfarrei Sankt Emmeram in Wemding.

Die Protestanten von Lommersheim gehören zur Pfarrei Christuskirche in Wemding.